# Cartodere spathe
Cartodere spathe is een keversoort uit de familie schimmelkevers (Latridiidae). De wetenschappelijke naam van de soort werd in 1995 gepubliceerd door Fred Gordon Andrews.